# 黎仲迅
黎仲迅（發音：[le˧˧ t͡ɕawŋ͡m˧˨ʔ tən˧˦]；1914年10月3日—1986年12月5日），越南國家和军队领导人。越南人民军大将，曾任越南国防部副部长、越南人民军总参谋长等职。

## 生平
黎仲迅1914年生于越南河東省怀德府安义社（今屬懷德縣），原名黎仲素（Lê Trọng Tố，[le˧˧ t͡ɕawŋ͡m˧˨ʔ to˧˦]）。其父是一个儒生，曾在東京義塾教书。黎仲迅7岁时父亲病逝，他在河内完成学业后，1935年至1941年进入法国殖民军中任军士。后到中国黄埔军校受训，当过国民党军官。1943年他回到河内参加八月革命，1944年加入越盟阵线组织，在河内白梅地区从事兵运工作。1945年3月在应和县组织和训练自卫队，同年6月与其他人一起指挥消灭了同官据点，后任河东省起义委员会军事委员，改名黎仲迅并为指挥“救国軍”（Cứu quốc quân、後为越南人民军）在该省夺取政权的斗争。1945年12月加入印度支那共产党（今越南共产党），任第39中隊中隊長。1947年8月23日任第13区区長，1948年1月25日任第10联区副区长、联区抗战行政委员、联区党委常委。
第一次印度支那战争開始時，黎仲迅任步兵209团团长兼政委。1950年以人民军副司令员指挥边界战役和(Đông Khê front，同年12月任步兵312师代理师长。1953年5月任该师师长、党委副书记。1954年奠边府战役中所率部队俘虏法军司令官克里斯蒂安·德·卡斯特里将军，战役结束后调任陆军军官学校校长。1958年授予大校军衔。1960年至1962年曾先后两次随武元甲到苏联军事学院和中国军事学院学习。1961年3月升任越南人民军副总参谋长，主管作战工作，同年底晋升为少将。1964年奉命调越南南方战场，化名巴龙，任南方解放军副司令，南方局军委委员，主管招募与训练工作。1970年调回北方，复任越南人民军副总参谋长。1971年3月任9号公路-下寮战役司令。1971年12月任越南人民军总司令部驻老挝人民军指挥部特派员，参加指导了解放石缸平原的战役。1972年任治天战役司令。1973年任越南人民军副总参谋长兼第1军军长、軍事科学院院長。1974年晋升为中将。1975年3月25日任解放顺化-砚港战役司令。1975年4月春季攻势中任胡志明战役副司令，直接指挥东翼纵队攻入南越总统府，将总统杨文明俘虏。1976年复任越南人民军副总参谋长兼高等军事学院院长，同年12月越共“四大”当选为中央委员，中央军委委员。
1968年6月、1974年11月和1977年6月曾3次访问中国。1978年升任越南国防部副部长兼总参谋长。1979年任侵柬越军总指挥，同时参与了中越边界军事冲突的作战指挥。1980年2月晋升为上将，1981年4月当选为越南第七届国会代表。1982年3月越共五大当选为中央委员，中央军委常委。1984年12月21日第七届国会会议发布596号决议，晋升其为大将。1986年本内定由其任国防部长，但他在大会10日前的12月5日因心脏病发作去世而未果。

## 勋章
曾获胡志明勋章，一、二级军功勋章，一级战胜助章，一级抗战勋章，一、二、三级光荣战士勋章，一、二、三级解放战士勋章，决胜军旗奖章，4O年党龄奖章和一些外国授予的勋章。

## 脚注
1. ↑  . Vietnam News Agency.
2. 1 2  . ベトナム全書百科事典.   [2012-09-20]. （原始内容存档于2012-02-24） （越南语）.
3. ↑  ベトナム民主共和国政府主席令70号 （页面存档备份，存于） （越南文）
4. ↑  ベトナム民主共和国政府主席令122号 （页面存档备份，存于） （越南文）
5. ↑  Kiều Mai Sơn. . Cand.com.vn. 2008-12-23  [2012-09-20]. （原始内容存档于2011-08-11） （越南语）.
6. ↑  第4期党中央執行委員会（1976–1982年） （页面存档备份，存于） （越南文）
7. ↑   (PDF).   [2014-02-15]. （原始内容存档 (PDF)于2013-01-23）.
8. ↑  第5期党中央執行委員会（1982–1986年） （页面存档备份，存于） （越南文）
9. ↑  Nghị quyết số 596 NQ/HĐNN7 （越南文）
10. ↑  . The New York Times. 1986-12-08  [2012-09-20]. （原始内容存档于2014-03-09）.
11. ↑  Pham, Sherisse. . Frommer's. 2010: 149  [2012-09-20]. ISBN 0-470-52660-2.
12. ↑  . Vietnamnet.vn. 2009-08-13  [2012-09-20]. （原始内容存档于2009-08-17）.